# Souimanga d'Angola
Cinnyris ludovicensis
Espèce
Le Souimanga d'Angola  (Cinnyris ludovicensis) est une espèce de passereaux de la famille des Nectariniidae.

## Répartition
Il est endémique aux forêts de montagne au-dessus de 1 800 m de l'ouest de l'Angola.

## Sous-espèces
D'après le Congrès ornithologique international, cette espèce est constituée des deux sous-espèces suivantes (ordre phylogénique) :
- Cinnyris ludovicensis ludovicensis (Bocage) 1868 ;
- Cinnyris ludovicensis whytei Benson 1948.